# Švýcarsko na Eurovision Song Contest
Švýcarsko se zúčastnilo 65 ročníků soutěže Eurovision Song Contest, poprvé v roce 1956. Země od té doby na soutěži chyběla pouze čtyřikrát, a to v letech 1995, 1999, 2001 a 2003. Země se těchto ročníků nemohla účastnit, jelikož v předchozích letech vždy dosáhla slabých výsledků.
Lys Assia vyhrála první ročník v roce 1956 s písní „Refrain“. Zúčastnila se i dalších dvou ročníků a v roce 1958 získala druhé místo. Druzí skončili také Esther Ofarim (1963) a Daniela Simmons (1986), třetí příčku získali Franca di Rienzo (1961) a Arlette Zola (1982). O další vítězství se zasloužili Céline Dion s písní „Ne partez pas sans moi“ v roce 1988 a Nemo s písní „The Code“ v roce 2024. Mezi třemi nejlepšími skončila ještě Annie Cotton, která obsadila třetí pozici v roce 1993.
Od zavedení kvalifikačních kol v roce 1993 se Švýcarsko mezi 10 nejlepších dostalo pouze šestkrát. Od roku 2004, kdy byla zavedena semifinále, se země do finále dostala 10krát, z toho jednou jako pořadatelská země, čtyřikrát ale v semifinále skončila poslední. Švýcarsko se mezi pět nejlepších dostalo poprvé po 26 letech až v roce 2019, kdy Luca Hänni skončil čtvrtý. Jako celkově 17. reprezentant Švýcarska se mezi pět nejlepších probojoval zpěvák Gjon's Tears, který skončil v roce 2021 třetí.
Země soutěž pořádala třikrát, poprvé v roce 1956 v Luganu, podruhé v roce 1989 v Lausanne, dosud naposledy v roce 2025 v Basileji.

## Výsledky
| Rok                    | Interpret                                   | Píseň                               | Jazyk              | Finále        | Finále        | Semifinále                  | Semifinále                  |
| Rok                    | Interpret                                   | Píseň                               | Jazyk              | Pořadí        | Body          | Pořadí                      | Body                        |
| ---------------------- | ------------------------------------------- | ----------------------------------- | ------------------ | ------------- | ------------- | --------------------------- | --------------------------- |
| 1956                   | Lys Assia                                   | „Das alte Karussell“                | němčina            | —             | —             | nekonalo se                 | nekonalo se                 |
| 1956                   | Lys Assia                                   | „Refrain“                           | francouzština      | 1.            | —             | nekonalo se                 | nekonalo se                 |
| 1957                   | Lys Assia                                   | „L'Enfant que j'étais“              | francouzština      | 8.            | 5             | nekonalo se                 | nekonalo se                 |
| 1958                   | Lys Assia                                   | „Giorgio“                           | němčina, italština | 2.            | 24            | nekonalo se                 | nekonalo se                 |
| 1959                   | Christa Williams                            | „Irgendwoher“                       | němčina            | 4.            | 14            | nekonalo se                 | nekonalo se                 |
| 1960                   | Anita Traversi                              | „Cielo e terra“                     | italština          | 8.            | 5             | nekonalo se                 | nekonalo se                 |
| 1961                   | Franca di Rienzo                            | „Nous aurons demain“                | francouzština      | 3.            | 16            | nekonalo se                 | nekonalo se                 |
| 1962                   | Jean Philippe                               | „Le Retour“                         | francouzština      | 10.           | 2             | nekonalo se                 | nekonalo se                 |
| 1963                   | Esther Ofarim                               | „T'en va pas“                       | francouzština      | 2.            | 40            | nekonalo se                 | nekonalo se                 |
| 1964                   | Anita Traversi                              | „I miei pensieri“                   | italština          | 13.           | 0             | nekonalo se                 | nekonalo se                 |
| 1965                   | Yovanna                                     | „Non, à jamais sans toi“            | francouzština      | 8.            | 8             | nekonalo se                 | nekonalo se                 |
| 1966                   | Madeleine Pascal                            | „Ne vois-tu pas ?“                  | francouzština      | 6.            | 12            | nekonalo se                 | nekonalo se                 |
| 1967                   | Géraldine                                   | „Quel cœur vas-tu briser ?“         | francouzština      | 17.           | 0             | nekonalo se                 | nekonalo se                 |
| 1968                   | Gianni Mascolo                              | „Guardando il sole“                 | italština          | 13.           | 2             | nekonalo se                 | nekonalo se                 |
| 1969                   | Paola                                       | „Bonjour, bonjour“                  | němčina            | 5.            | 13            | nekonalo se                 | nekonalo se                 |
| 1970                   | Henri Dès                                   | „Retour“                            | francouzština      | 4.            | 8             | nekonalo se                 | nekonalo se                 |
| 1971                   | Peter, Sue and Marc                         | „Les Illusions de nos vingt ans“    | francouzština      | 12.           | 78            | nekonalo se                 | nekonalo se                 |
| 1972                   | Véronique Müller                            | „C'est la chanson de mon amour“     | francouzština      | 8.            | 88            | nekonalo se                 | nekonalo se                 |
| 1973                   | Patrick Juvet                               | „Je vais me marier, Marie“          | francouzština      | 12.           | 79            | nekonalo se                 | nekonalo se                 |
| 1974                   | Piera Martell                               | „Mein Ruf nach dir“                 | němčina            | 14.           | 3             | nekonalo se                 | nekonalo se                 |
| 1975                   | Simone Drexel                               | „Mikado“                            | němčina            | 6.            | 77            | nekonalo se                 | nekonalo se                 |
| 1976                   | Peter, Sue and Marc                         | „Djambo Djambo“                     | angličtina         | 4.            | 91            | nekonalo se                 | nekonalo se                 |
| 1977                   | Pepe Lienhard Band                          | „Swiss Lady“                        | němčina            | 6.            | 71            | nekonalo se                 | nekonalo se                 |
| 1978                   | Carole Vinci                                | „Vivre“                             | francouzština      | 9.            | 65            | nekonalo se                 | nekonalo se                 |
| 1979                   | Peter, Sue and Marc, Pfuri, Gorps and Kniri | „Trödler und Co.“                   | němčina            | 10.           | 60            | nekonalo se                 | nekonalo se                 |
| 1980                   | Paola                                       | „Cinéma“                            | francouzština      | 4.            | 104           | nekonalo se                 | nekonalo se                 |
| 1981                   | Peter, Sue a Marc                           | „Io senza te“                       | italština          | 4.            | 121           | nekonalo se                 | nekonalo se                 |
| 1982                   | Arlette Zola                                | „Amour on t'aime“                   | francouzština      | 3.            | 97            | nekonalo se                 | nekonalo se                 |
| 1983                   | Mariella Farré                              | „Io così non ci sto“                | italština          | 15.           | 28            | nekonalo se                 | nekonalo se                 |
| 1984                   | Rainy Day                                   | „Welche Farbe hat der Sonnenschein“ | němčina            | 16.           | 30            | nekonalo se                 | nekonalo se                 |
| 1985                   | Mariella Farré a Pino Gasparini             | „Piano, piano“                      | němčina            | 12.           | 39            | nekonalo se                 | nekonalo se                 |
| 1986                   | Daniela Simons                              | „Pas pour moi“                      | francouzština      | 2.            | 140           | nekonalo se                 | nekonalo se                 |
| 1987                   | Carol Rich                                  | „Moitié moitié“                     | francouzština      | 17.           | 26            | nekonalo se                 | nekonalo se                 |
| 1988                   | Céline Dion                                 | „Ne partez pas sans moi“            | francouzština      | 1.            | 137           | nekonalo se                 | nekonalo se                 |
| 1989                   | Furbaz                                      | „Viver senza tei“                   | rétorománština     | 13.           | 47            | nekonalo se                 | nekonalo se                 |
| 1990                   | Egon Egemann                                | „Musik klingt in die Welt hinaus“   | němčina            | 11.           | 51            | nekonalo se                 | nekonalo se                 |
| 1991                   | Sandra Simó                                 | „Canzone per te“                    | italština          | 5.            | 118           | nekonalo se                 | nekonalo se                 |
| 1992                   | Daisy Auvray                                | „Mister Music Man“                  | francouzština      | 15.           | 32            | nekonalo se                 | nekonalo se                 |
| 1993                   | Annie Cotton                                | „Moi, tout simplement“              | francouzština      | 3.            | 148           | Kvalifikacija za Millstreet | Kvalifikacija za Millstreet |
| 1994                   | Duilio                                      | „Sto pregando“                      | italština          | 19.           | 15            | nekonalo se                 | nekonalo se                 |
| bez účasti v roce 1995 |                                             |                                     |                    |               |               | nekonalo se                 | nekonalo se                 |
| 1996                   | Kathy Leander                               | „Mon cœur l'aime“                   | francouzština      | 16.           | 22            | 8.                          | 67                          |
| 1997                   | Barbara Berta                               | „Dentro di me“                      | italština          | 22.           | 5             | nekonalo se                 | nekonalo se                 |
| 1998                   | Gunvor                                      | „Lass ihn“                          | němčina            | 25.           | 0             | nekonalo se                 | nekonalo se                 |
| bez účasti v roce 1999 |                                             |                                     |                    |               |               | nekonalo se                 | nekonalo se                 |
| 2000                   | Jane Bogaert                                | „La vita cos'è?“                    | italština          | 20.           | 14            | nekonalo se                 | nekonalo se                 |
| bez účasti v roce 2001 |                                             |                                     |                    |               |               | nekonalo se                 | nekonalo se                 |
| 2002                   | Francine Jordi                              | „Dans le jardin de mon âme“         | francouzština      | 22.           | 15            | nekonalo se                 | nekonalo se                 |
| bez účasti v roce 2003 |                                             |                                     |                    |               |               | nekonalo se                 | nekonalo se                 |
| 2004                   | Piero a the MusicStars                      | „Celebrate“                         | angličtina         | nepostup      | nepostup      | 22.                         | 0                           |
| 2005                   | Vanilla Ninja                               | „Cool Vibes“                        | angličtina         | 8.            | 128           | 8.                          | 114                         |
| 2006                   | six4one                                     | „If We All Give a Little“           | angličtina         | 16.           | 30            | TOP 11 z předchozího roku   | TOP 11 z předchozího roku   |
| 2007                   | DJ BoBo                                     | „Vampires Are Alive“                | angličtina         | nepostup      | nepostup      | 20.                         | 40                          |
| 2008                   | Paolo Meneguzzi                             | „Era stupendo“                      | italština          | nepostup      | nepostup      | 13.                         | 47                          |
| 2009                   | Lovebugs                                    | „The Highest Heights“               | angličtina         | nepostup      | nepostup      | 14.                         | 15                          |
| 2010                   | Michael von der Heide                       | „Il pleut de l'or“                  | francouzština      | nepostup      | nepostup      | 17.                         | 2                           |
| 2011                   | Anna Rossinelli                             | „In Love for a While“               | angličtina         | 25.           | 19            | 10.                         | 55                          |
| 2012                   | Sinplus                                     | „Unbreakable“                       | angličtina         | nepostup      | nepostup      | 11.                         | 45                          |
| 2013                   | Takasa                                      | „You and Me“                        | angličtina         | nepostup      | nepostup      | 13.                         | 41                          |
| 2014                   | Sebalter                                    | „Hunter of Stars“                   | angličtina         | 13.           | 64            | 4.                          | 92                          |
| 2015                   | Mélanie René                                | „Time to Shine“                     | angličtina         | nepostup      | nepostup      | 17.                         | 4                           |
| 2016                   | Rykka                                       | „The Last of Our Kind“              | angličtina         | nepostup      | nepostup      | 18.                         | 28                          |
| 2017                   | Timebelle                                   | „Apollo“                            | angličtina         | nepostup      | nepostup      | 12.                         | 97                          |
| 2018                   | Zibbz                                       | „Stones“                            | angličtina         | nepostup      | nepostup      | 13.                         | 86                          |
| 2019                   | Luca Hänni                                  | „She Got Me“                        | angličtina         | 4.            | 364           | 4.                          | 232                         |
| 2020                   | Gjon's Tears                                | „Répondez-moi“                      | francouzština      | ročník zrušen | ročník zrušen | ročník zrušen               | ročník zrušen               |
| 2021                   | Gjon's Tears                                | „Tout l'univers“                    | francouzština      | 3.            | 432           | 1.                          | 291                         |
| 2022                   | Marius Bear                                 | „Boys Do Cry“                       | angličtina         | 17.           | 78            | 9.                          | 118                         |
| 2023                   | Remo Forrer                                 | „Watergun“                          | angličtina         | 20.           | 92            | 7.                          | 97                          |
| 2024                   | Nemo                                        | „The Code“                          | angličtina         | 1.            | 591           | 4.                          | 132                         |
| 2025                   | Zoë Më                                      | „Voyage“                            | francouzština      | 10.           | 214           | hostitelská země            | hostitelská země            |

| Legenda | Legenda                              |
| ------- | ------------------------------------ |
| 1       | 1. místo                             |
| 2       | 2. místo                             |
| 3       | 3. místo                             |
| ◁       | poslední místo                       |
| X       | interpret vybrán, ale nezúčastnil se |

## Galerie

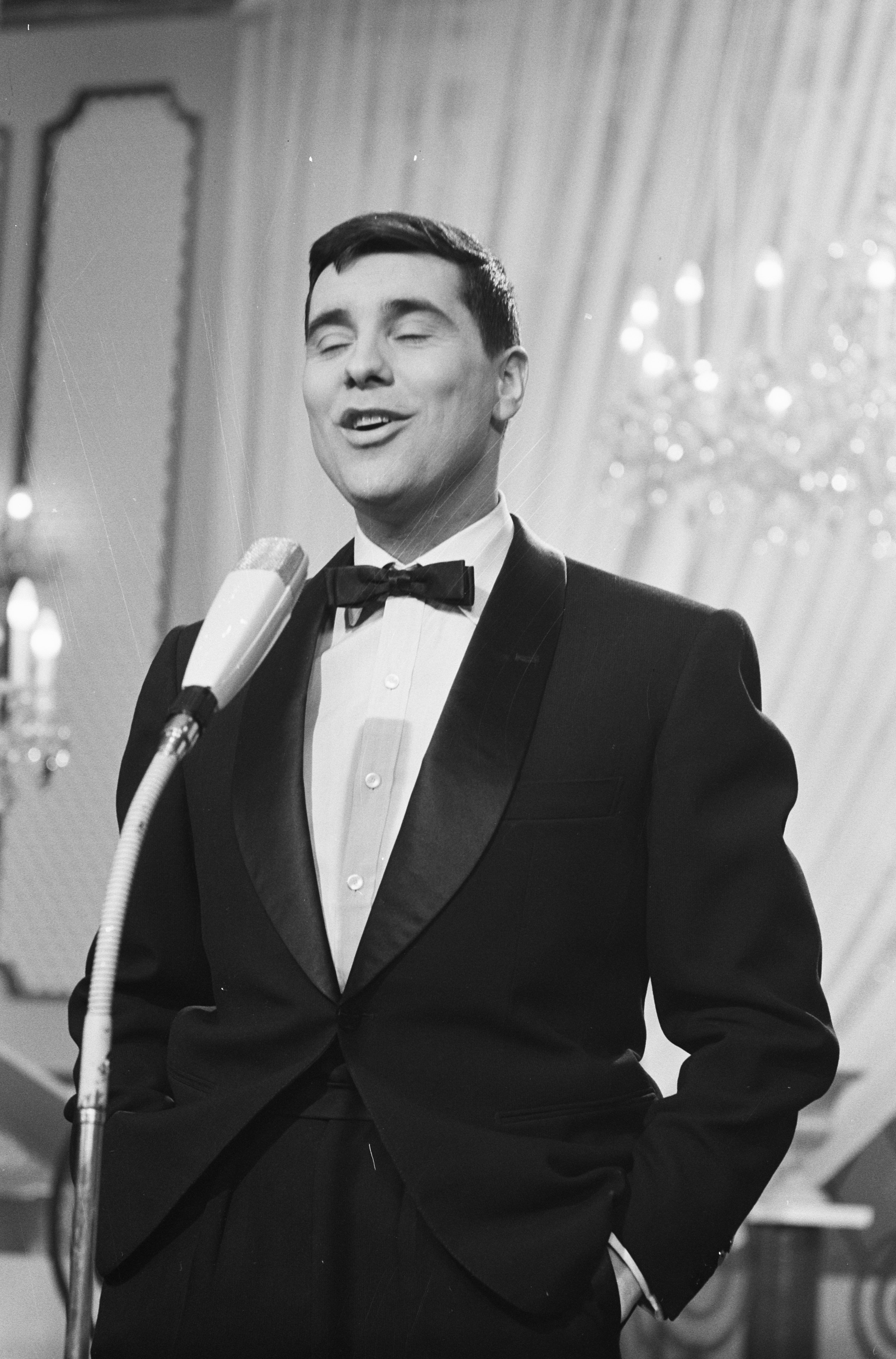
Jean Philippe v Lucemburku (1962)
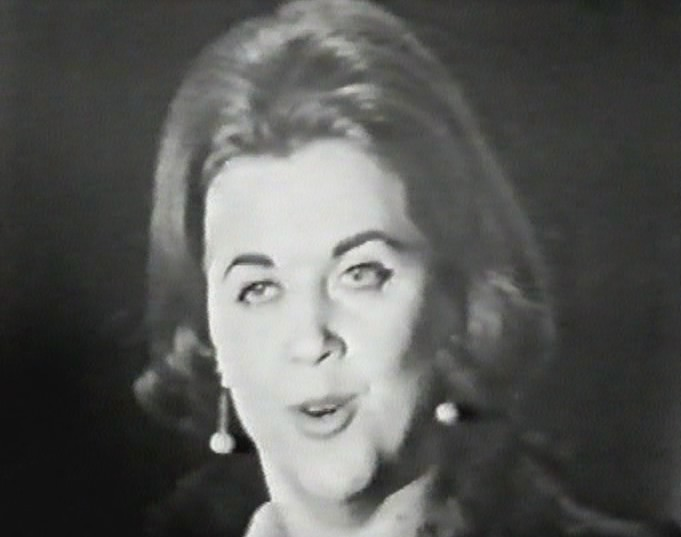
Yovanna v Neapoli (1965)
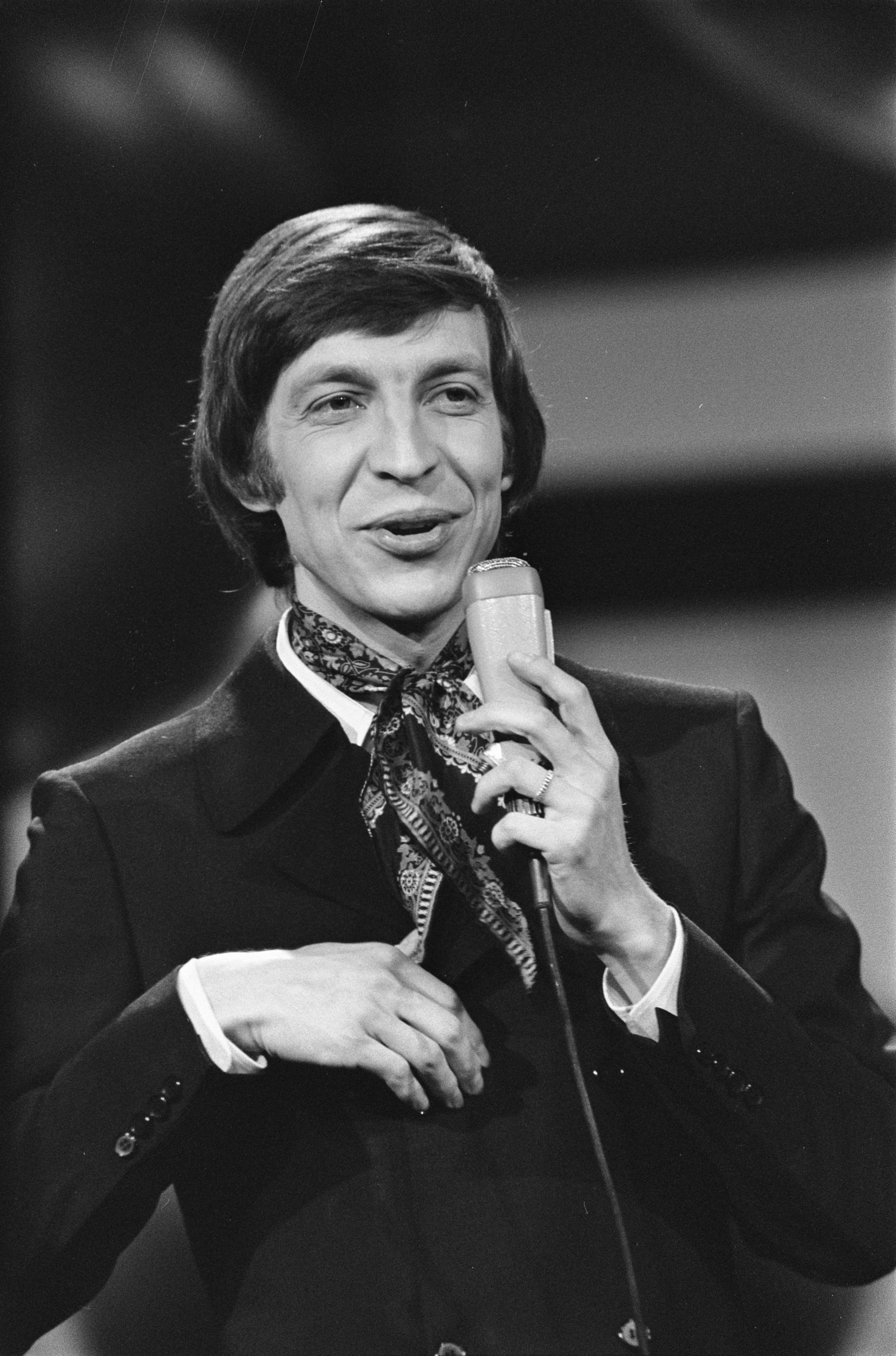
Henri Dès v Amsterdamu (1970)
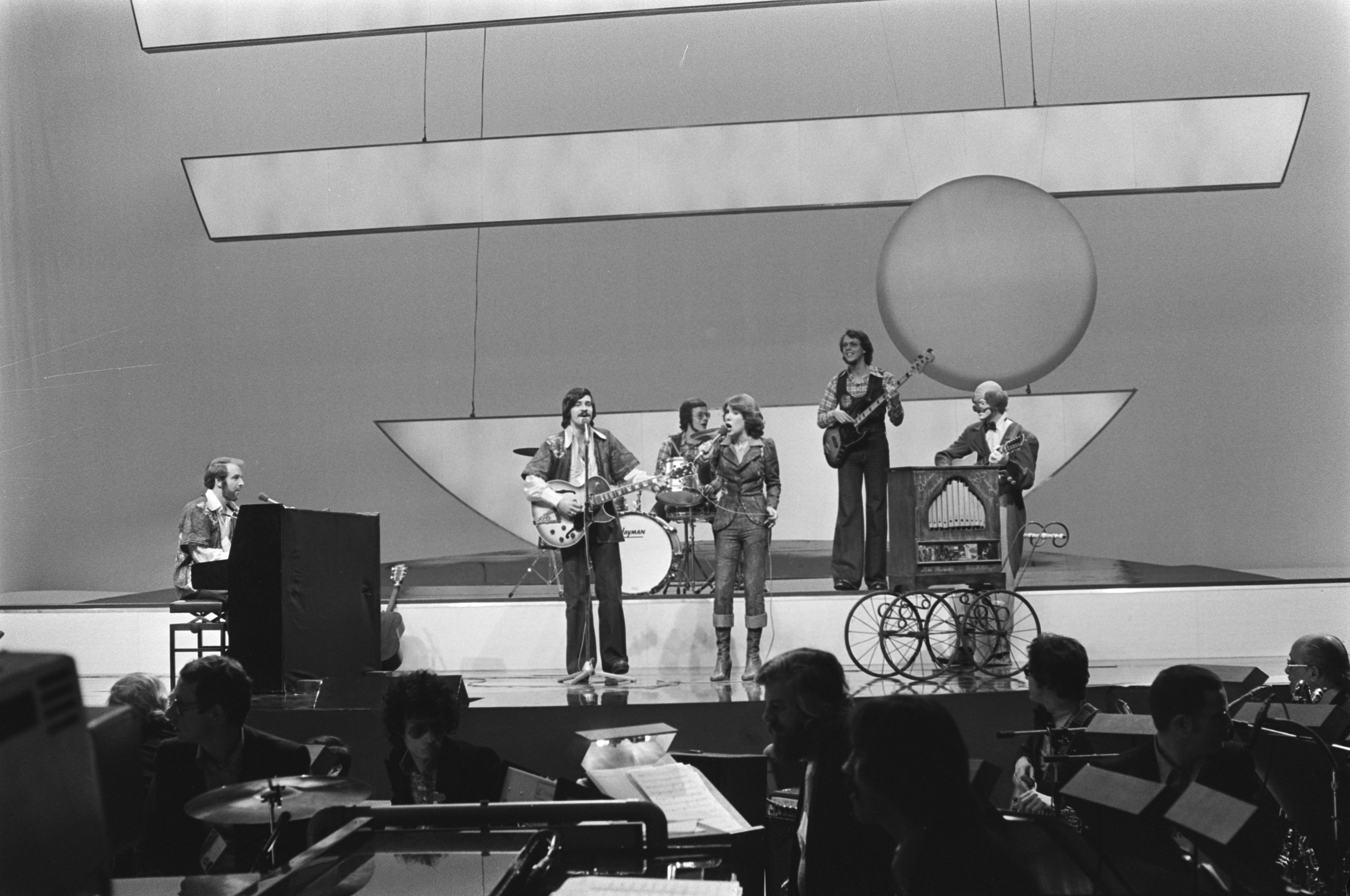
Peter, Sue and Marc v Haagu (1976)
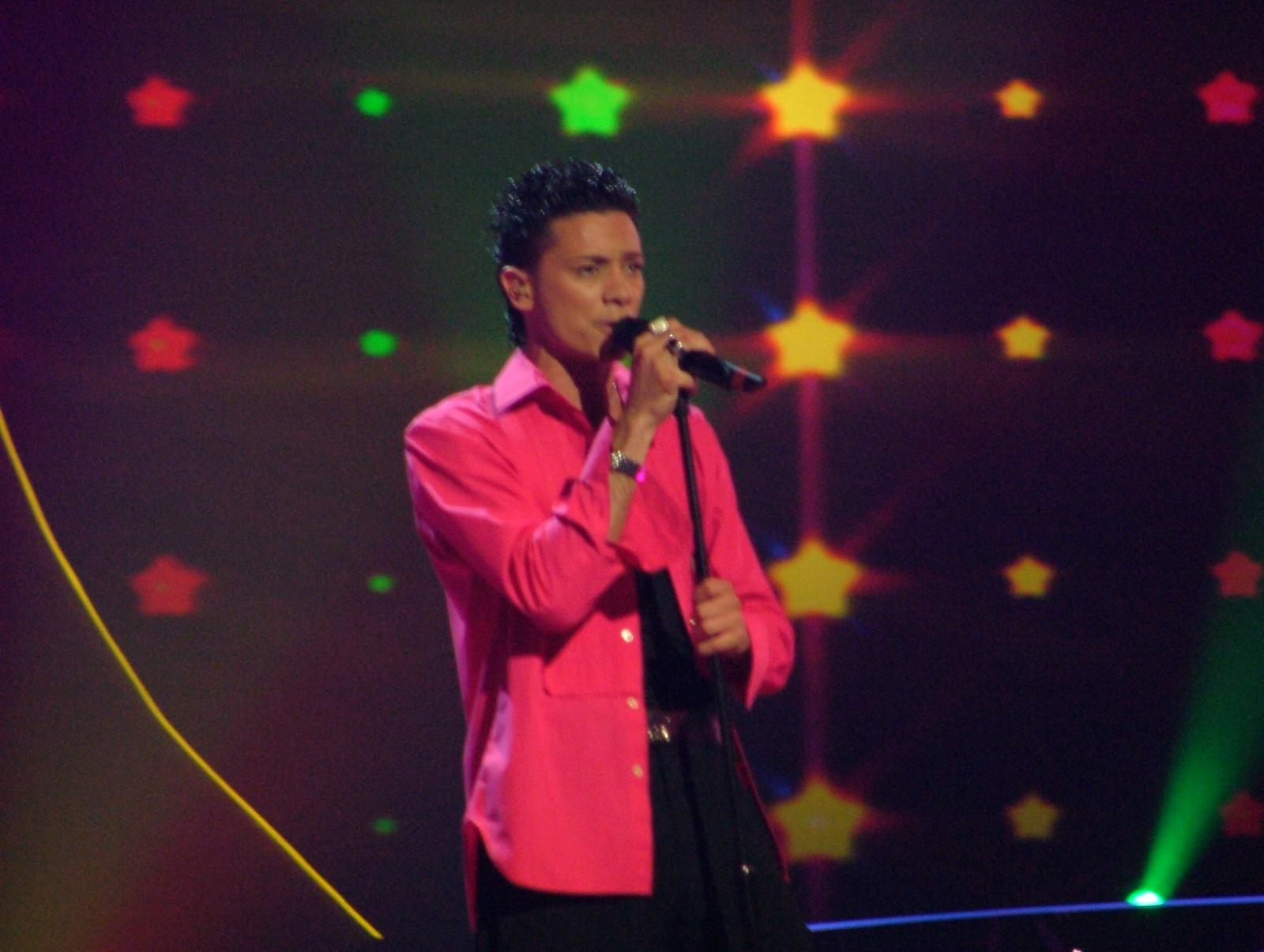
Piero a the MusicStars v Istanbulu (2004)
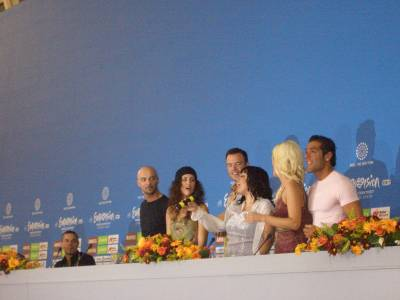
Six4one v Athénách (2006)
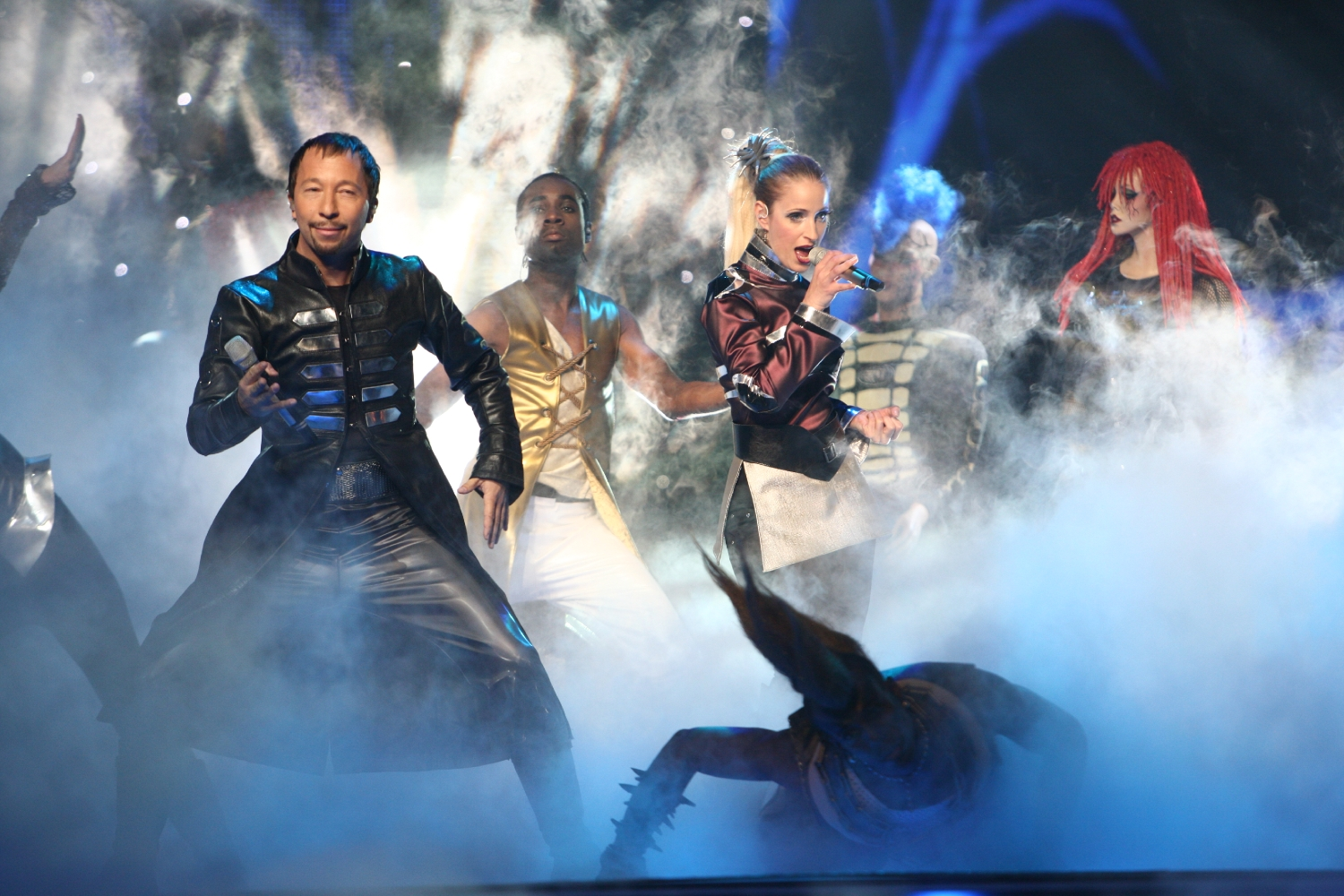
DJ BoBo v Helsinkách (2007)
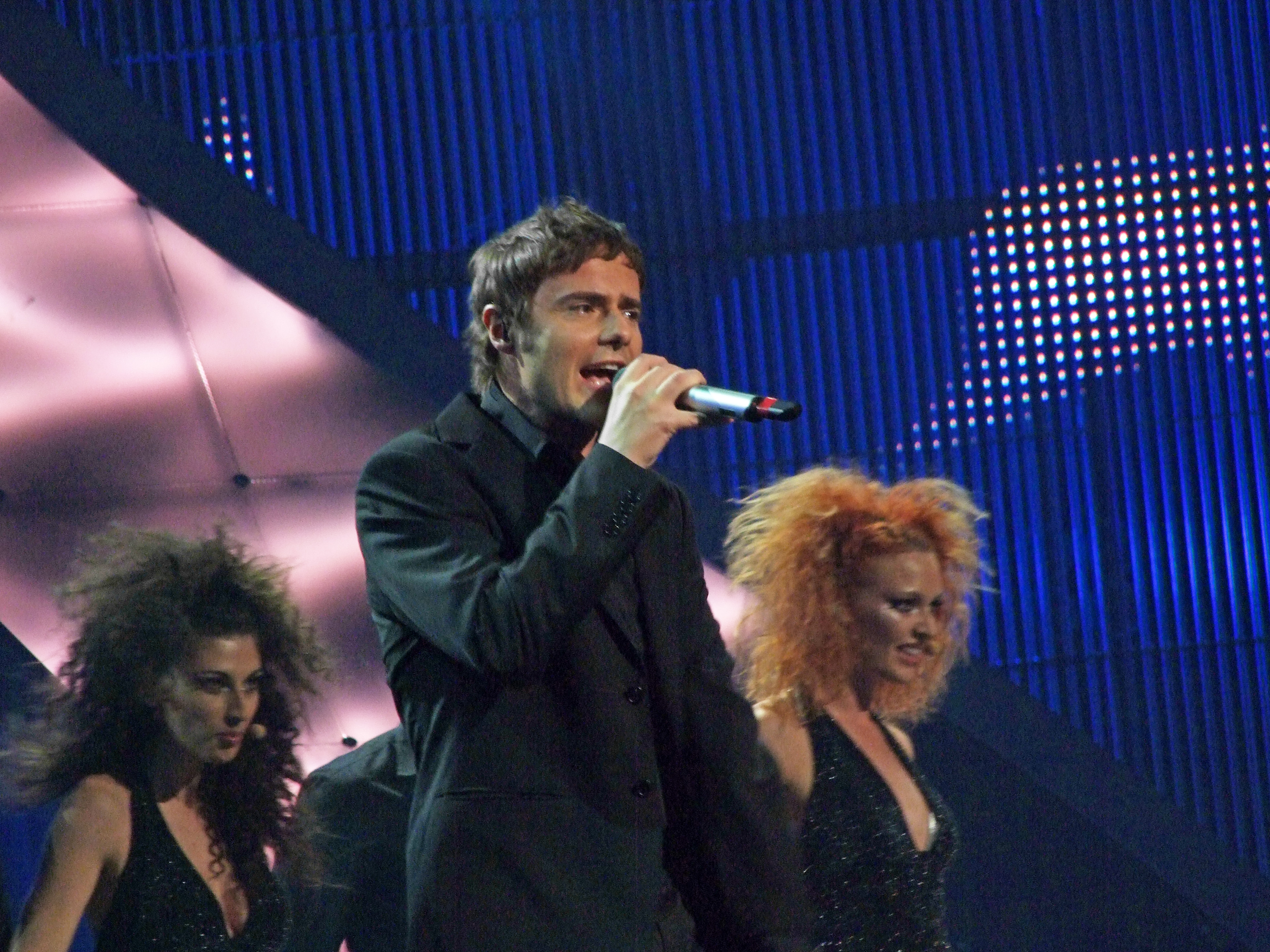
Paolo Meneguzzi v Bělehradu (2008)
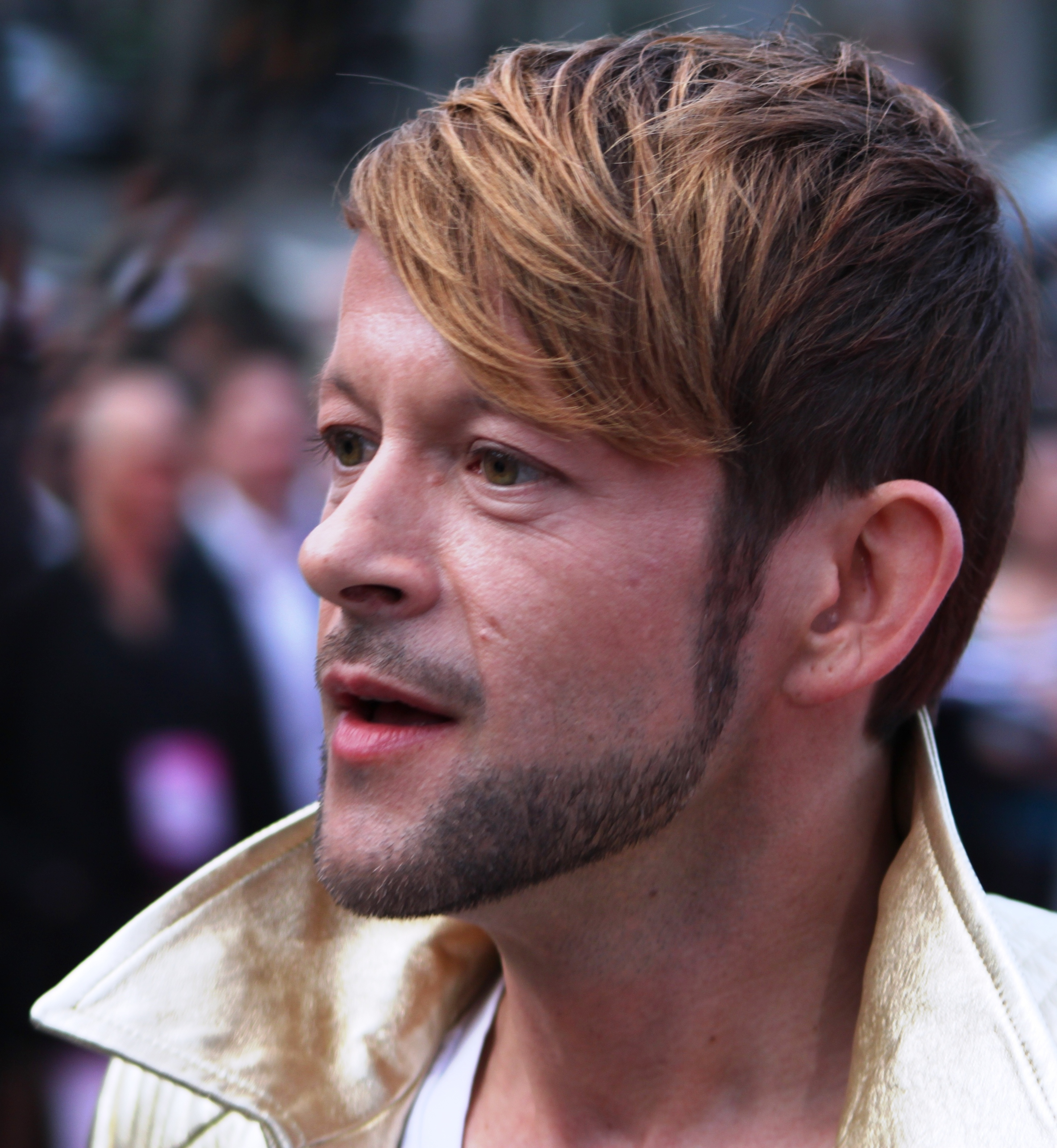
Michael von der Heide v Oslu (2010)
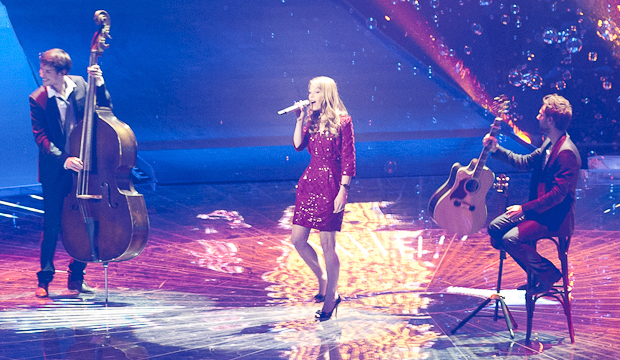
Anna Rossinelli v Düsseldorfu (2011)
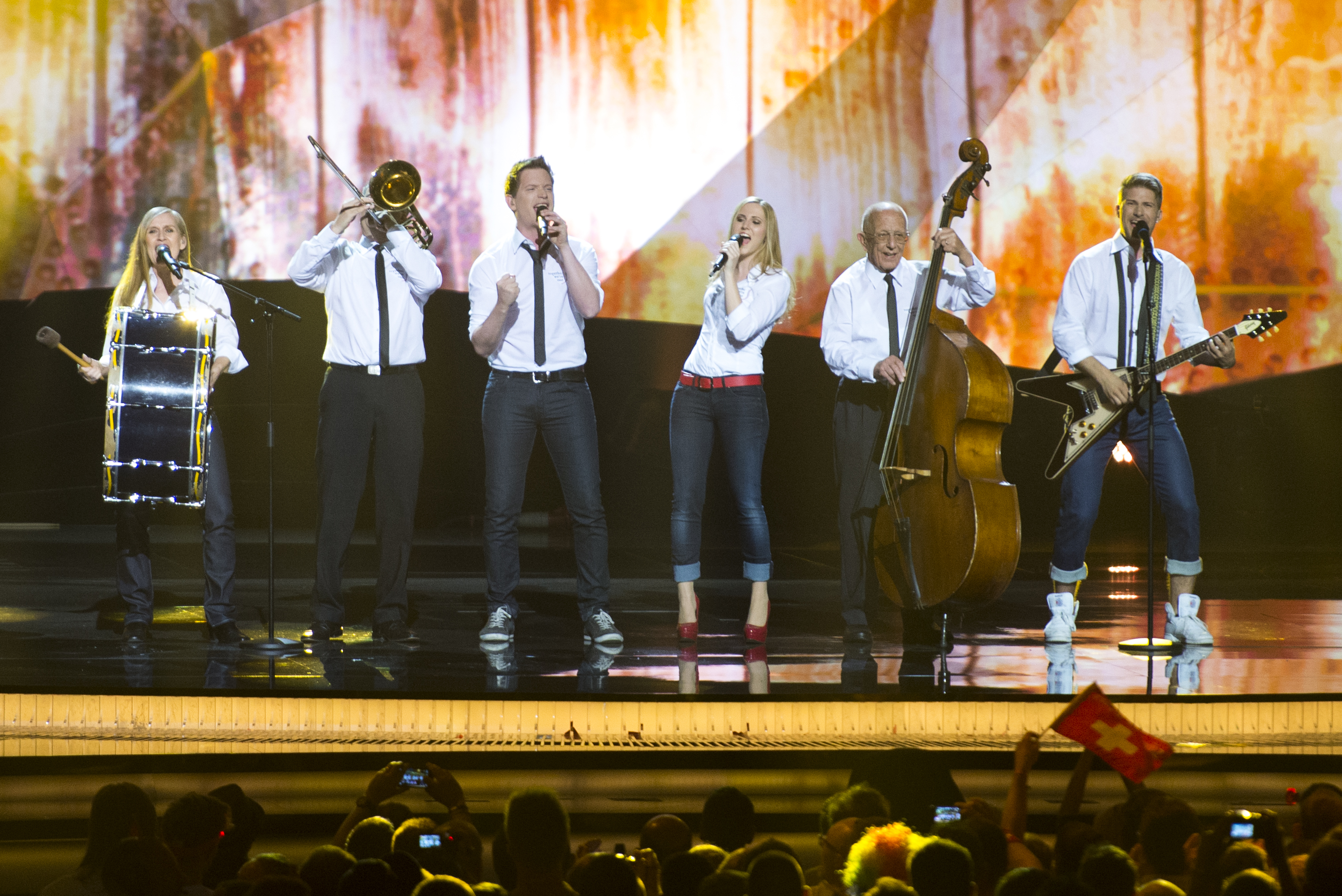
Takasa v Malmö (2013)
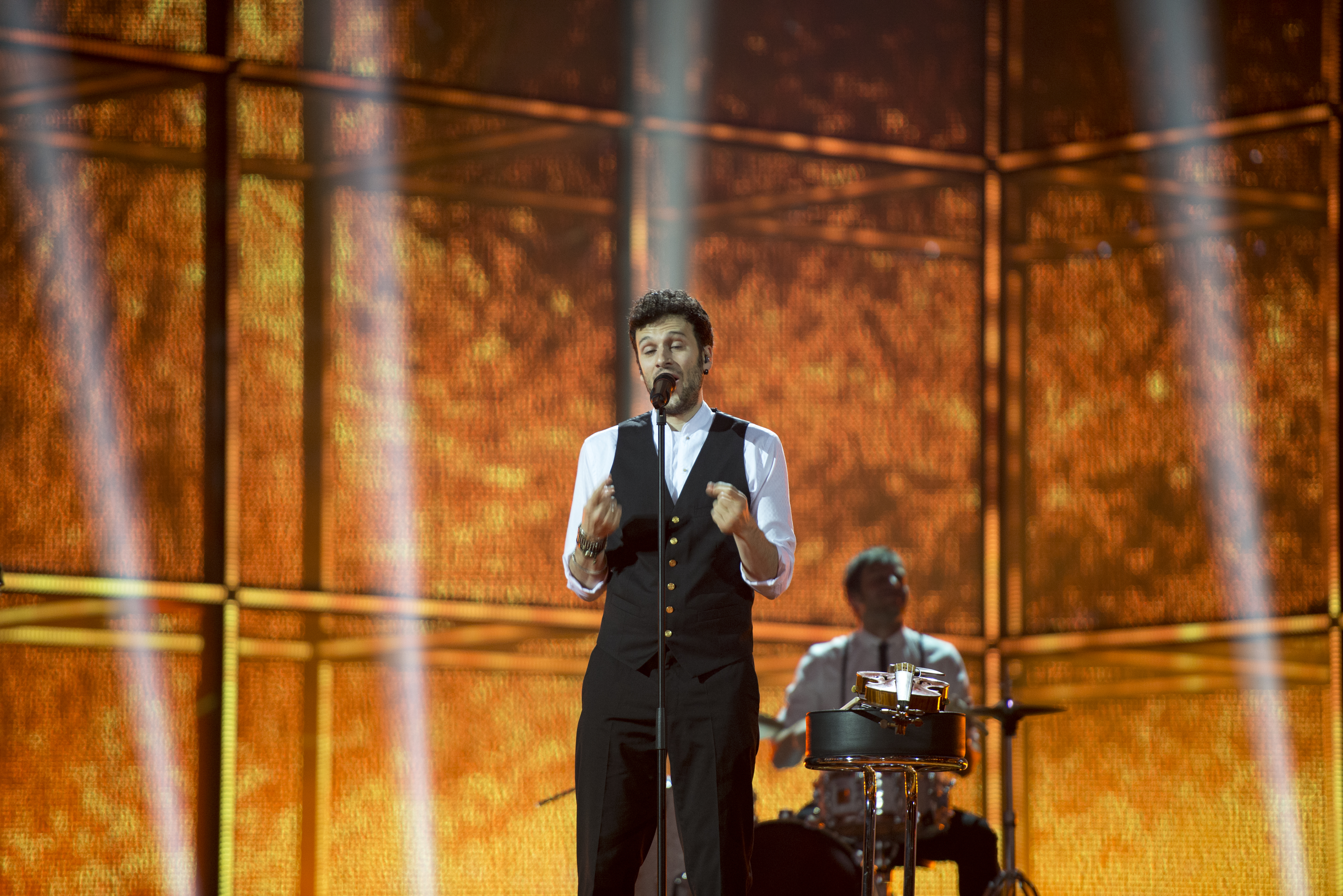
Sebalter v Kodani (2014)
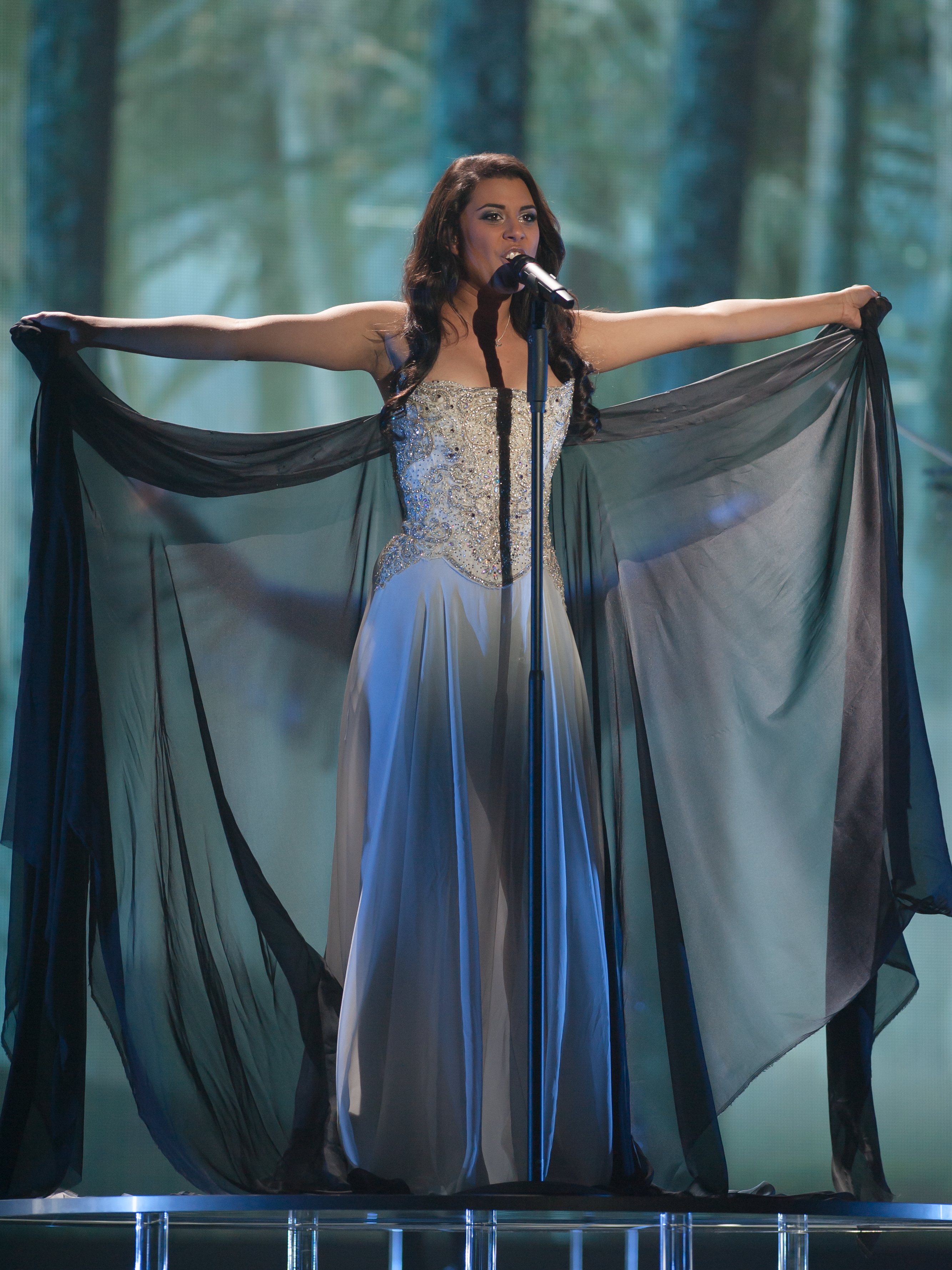
Mélanie René ve Vídni (2015)
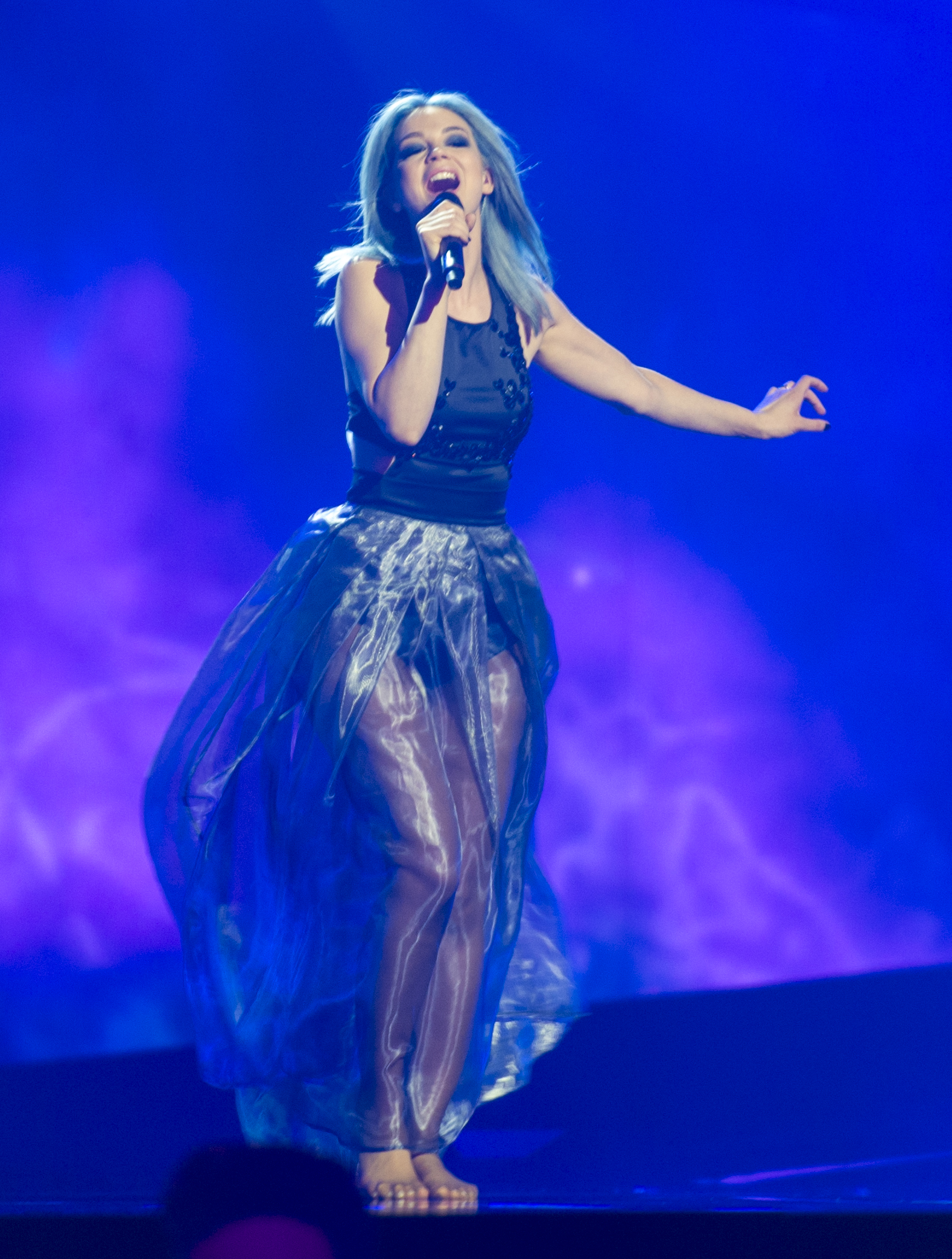
Rykka ve Stockholmu (2016)
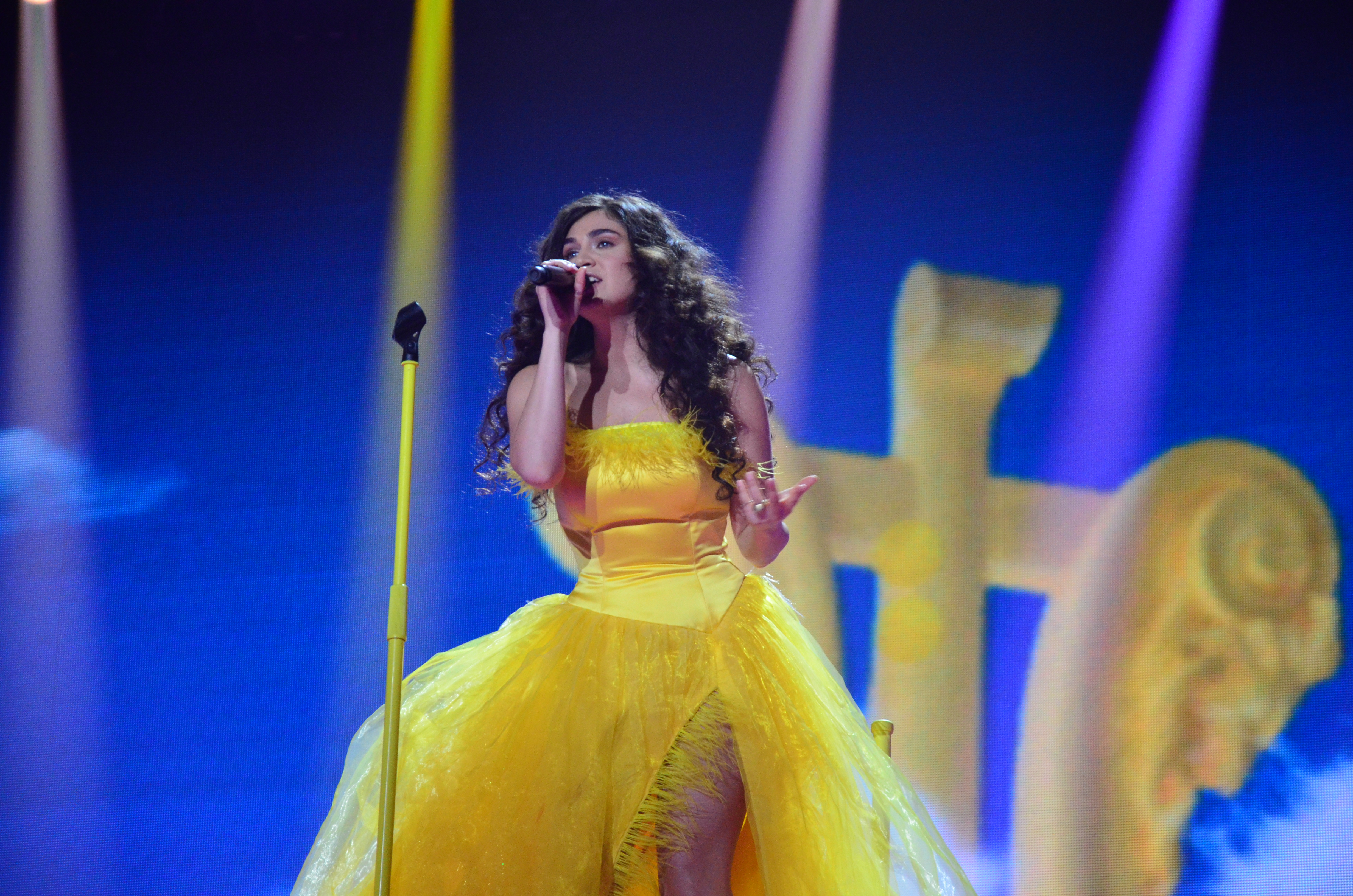
Timebelle v Kyjevě (2017)
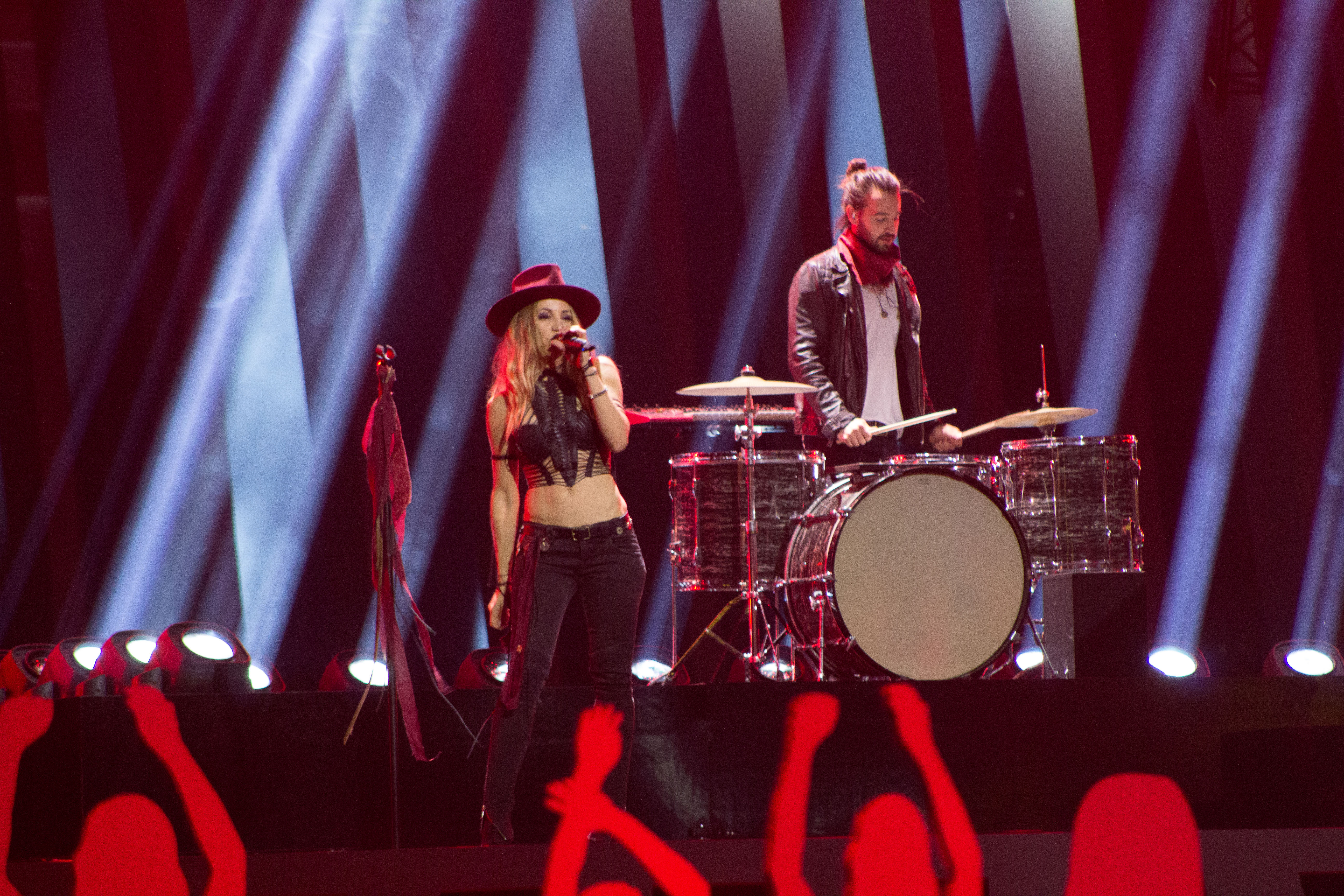
Zibbz v Lisabonu (2018)
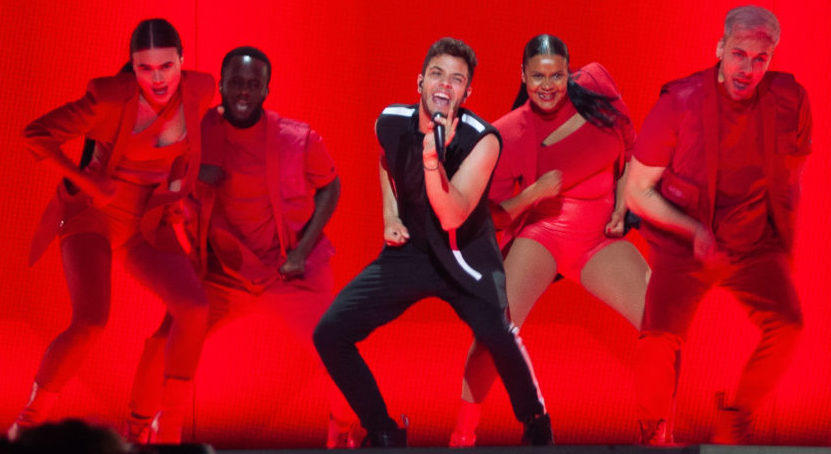
Luca Hänni v Tel Avivu (2019)
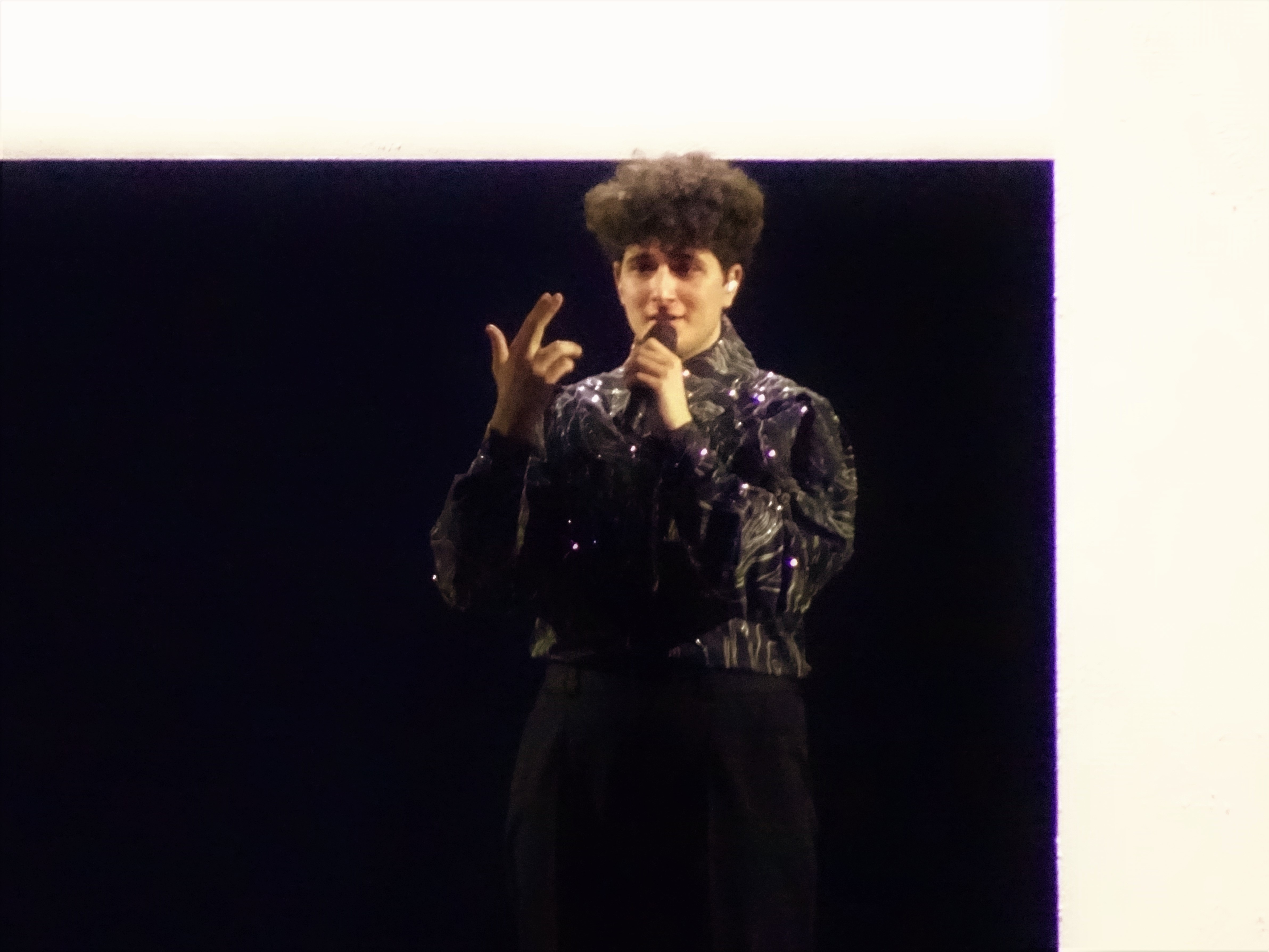
Gjon's Tears v Rotterdamu (2021)
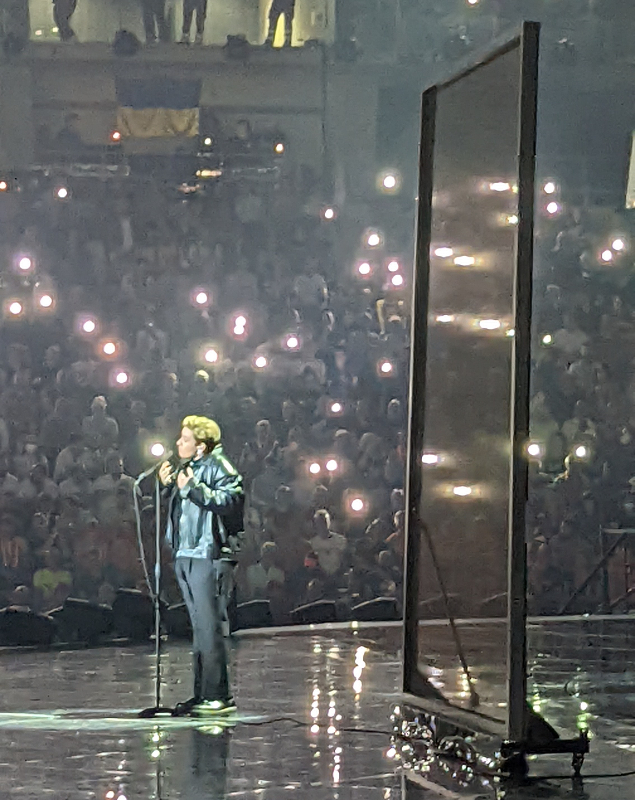
Marius Bear v Turíně (2022)
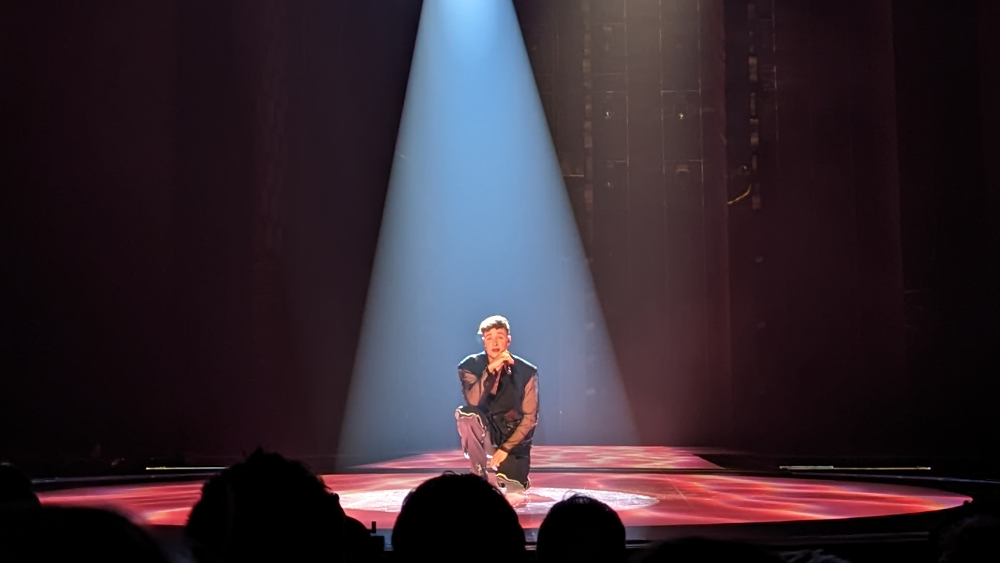
Remo Forrer v Liverpoolu (2023)
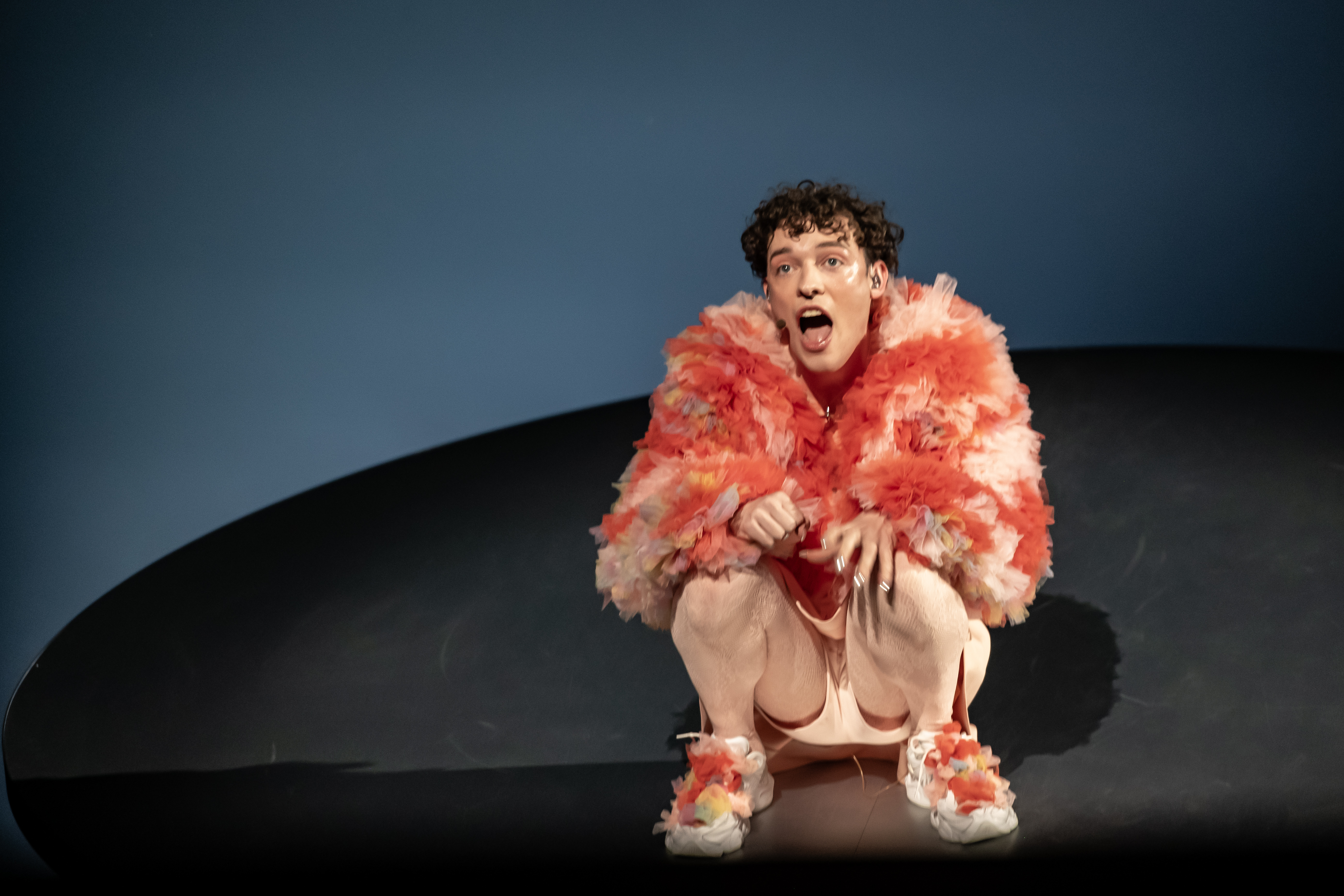
Nemo v Malmö (2024)
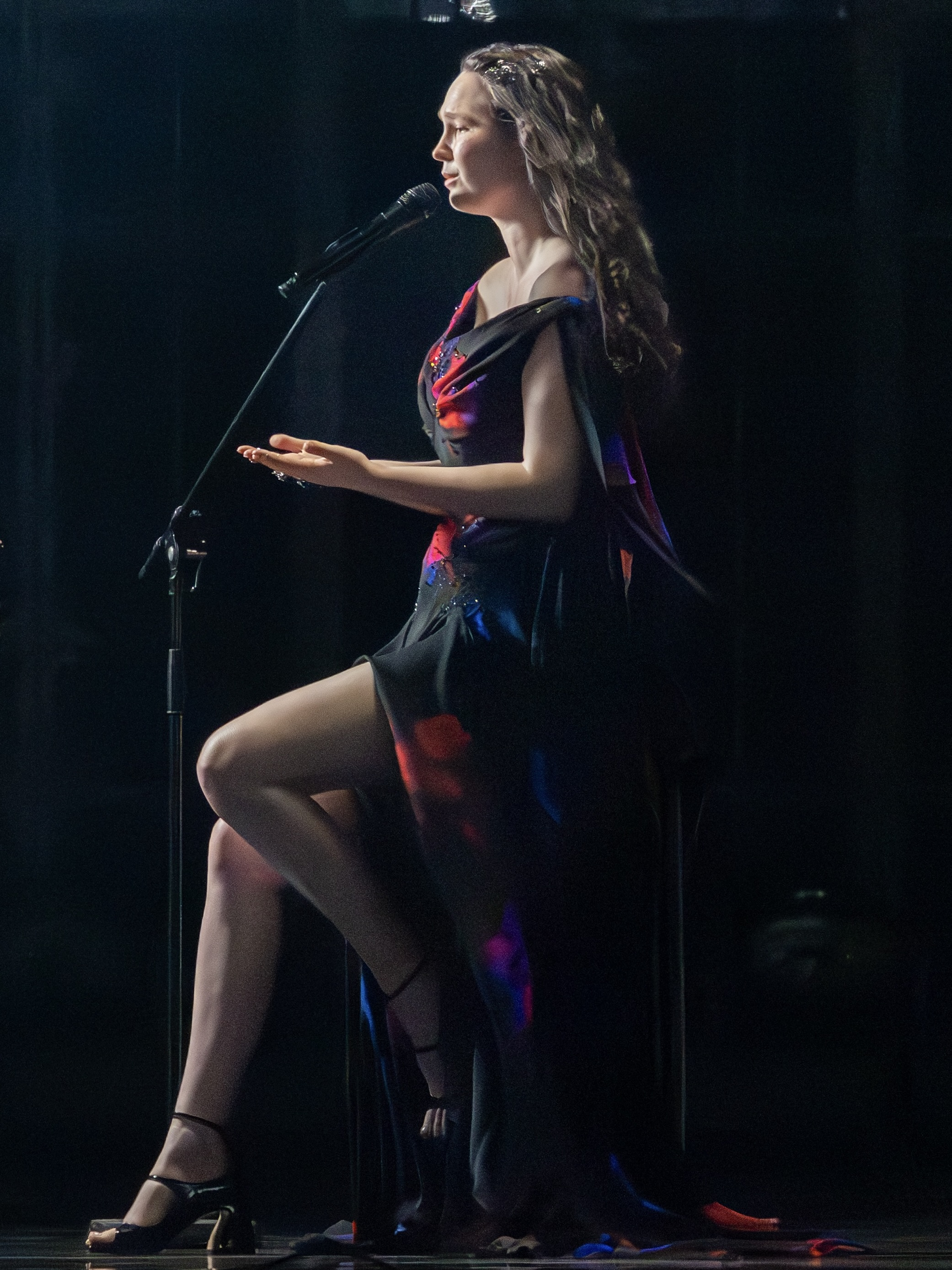
Zoë Më v Basileji (2025)